# Écoutez attentivement !
Pour plus de détails, voir Fiche technique et Distribution.
Écoutez attentivement ! (Now Hear This) est un court métrage d'animation de la série américaine Looney Tunes réalisé par Chuck Jones et Maurice Noble, produit par les Warner Bros. Cartoons et sorti en 1963.